# Langrave
Langrave (oficialmente y en asturiano: Llangrave) es una aldea perteneciente a la parroquia de Boal, en el concejo de Boal, comarca de Eo-Navia, Principado de Asturias, España.
Cuenta con una población de 7 habitantes (INE, 2013) y se encuentra a unos 270 m de altura sobre el nivel del mar, en la margen izquierda del río Navia. Dista unos 9 km de la capital del concejo, tomando desde esta la carretera local BO-1, o unos 5 km tomando primero la AS-12 en dirección a Grandas de Salime, desviándose luego en San Luis por la AS-35 en dirección a Villayón, y tomando en Meróu la carretera local BO-1.